# Avitta subsignans
Avitta subsignans är en fjärilsart som beskrevs av Walker 1858. Avitta subsignans ingår i släktet Avitta och familjen nattflyn. Inga underarter finns listade i Catalogue of Life.